# AROMA
「AROMA」（アロマ）は、2009年3月にリリースされたアンティック-珈琲店-の通算16枚目のシングルである。発売元はRed Cafe。

## 収録曲
1. AROMA (4分16秒)
  - 作詞:みく／作曲:アンティック-珈琲店-
2. ベストアパート (4分20秒)
  - 作詞:みく／作曲:アンティック-珈琲店-